# ناقصة لامعة
ناقصة لامعة (الاسم العلمي:Amorpha nitens) هي نوع نباتي يتبع جنس الناقصة من فصيلة البقولية.